# Joseph-Théodore Oudet
Pour les articles homonymes, voir Oudet.
Joseph-Théodore Oudet, dit Théodore Oudet, est un architecte français né à Paris le 26 avril 1793 et mort à Bar-le-Duc le 14 juin 1865.
Architecte départemental de la Meuse. Fondateur et premier conservateur du musée de Bar-le-Duc.
Les sources anciennes se contredisent pour savoir qui fut son maître : Charles Gabet écrit Couvers (pour Pierre Convers ou Charles Convers), le dictionnaire allemand Thieme-Becker cite Oudet élève de Bernier.

## Œuvres

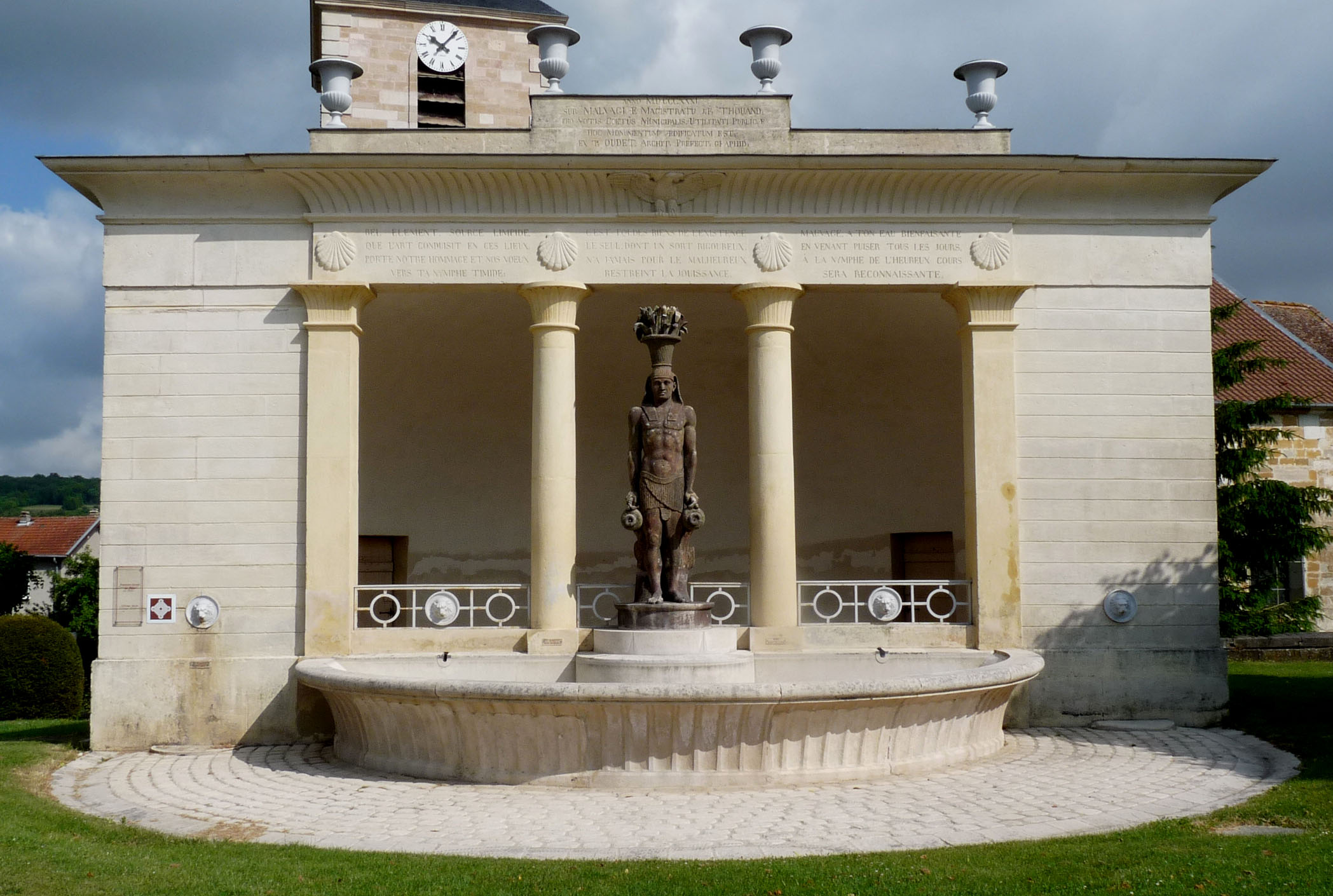
La Fontaine du Déo

- Lavoir du Déo[4] (MH) à Mauvages, département de la Meuse, quatre mufles de lion en bronze ornent la façade et la grille, sur chacun de ces décors on lit: T. Oudet architecte.
- Grand séminaire de Verdun.
- Hôpital militaire de Saint-Mihiel.
- Mairie-école de Demange-aux-Eaux.
- Lavoir à Lacroix-sur-Meuse (MH)
- Mairie-lavoir à Mont-devant-Sassey (MH).
- Mairie-école de Montigny-lès-Vaucouleurs.

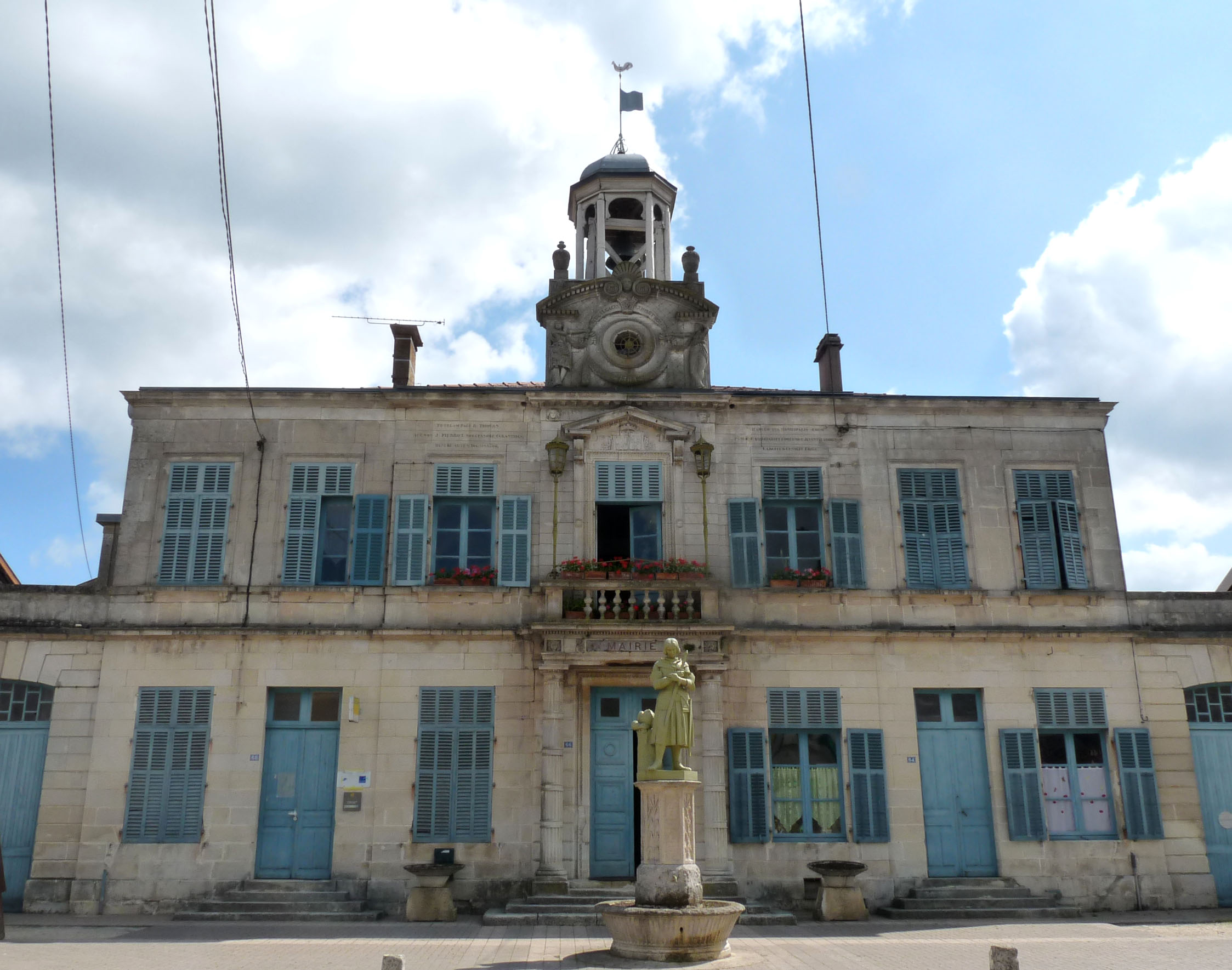
Demange-aux-Eaux, l'hôtel de ville

- Presbytère de Saint-Joire.
- Église à Stenay.

## Publication
- Lettre circulaire de Théodore Oudet, architecte, par laquelle ce personnage relevé de ses fonctions de secrétaire rapporteur de la Commission départementale des bâtiments civils de la Meuse, fait état des témoignages flatteurs dont il a été l'objet durant sa carrière, Bar, N. Holin, 1862.

## Vente aux enchères
- Du 7 au 8 février 1859, eut lieu à Paris, une vente aux enchères des collections de M. Oudet, architecte, conservateur du musée de Bar-le-Duc.